# Opole (województwo łódzkie)
Opole – wieś sołecka w Polsce, położona w województwie łódzkim, w powiecie zgierskim, w gminie Parzęczew.
W latach 1975–1998 miejscowość położona była w ówczesnym województwie łódzkim.
Przez wieś przebiega droga wojewódzka nr 469, która w kierunku zachodnim sięga aż do Uniejowa, a w kierunku wschodnim do miejscowości Wróblew.